# Sześć dni, siedem nocy
Sześć dni, siedem nocy – amerykańska komedia przygodowa z 1998 roku.

## Fabuła
Robin Monroe jest młodą i ambitną dziennikarką magazynu mody z Nowego Jorku. Wyjeżdża z narzeczonym Frankiem na egzotyczną wyspę. Na wyspie Frank oświadcza się Monroe. Niestety, Robin dostaje wezwanie do pracy. Dziennikarka ma dołączyć do ekipy na Tahiti. Jedyną osobą, która może ją tam dowieźć jest Quinn Harris – gburowaty pilot. Podczas lotu rozpętuje się burza, podczas przymusowego lądowania na bezludnej wyspie samolot rozbija się. Para nieznoszących się nawzajem osób w tej sytuacji skazana jest wyłącznie na siebie.

## Obsada
- Harrison Ford – Quinn Harris
- Anne Heche – Robin Monroe
- David Schwimmer – Frank Martin
- Jacqueline Obradors – Angelica
- Temuera Morrison – Jager
- Allison Janney – Marjorie, szefowa Robin
- Douglas Weston – Philippe Sinclair
- Cliff Curtis – Kip
- Danny Trejo – Pierce
- Ben Bode – pilot Tom Marlowe